# 주역참동계 (보물 제1900호)
주역참동계(周易參同契)는 서울특별시 강서구 가양동, 겸재정선미술관에 있는 조선시대의 금속활자본 책이다. 2016년 5월 3일 대한민국의 보물 제1900호로 지정되었다.

## 지정 사유
｢주역참동계(周易參同契)｣는 후한조(後漢朝) 위백양(魏伯陽, 100～170)의 저술로 도가(道家)의 심신수련(心身修練)의 방식과 장생불노(長生不老)를 위하여 복용하는 단약(丹藥)의 제조법에 관하여 4～5자의 운문(韻文)을 중심으로 구성되어 있다.
지정 대상 ｢주역참동계｣는 명조(明朝)초기에 장본진(張本鎭, ?～?)이 송말원초(宋末元初)에 유염(兪琰, 1258～1327)이 저술한 ｢주역참동계발휘(周易參同契發揮)｣(3편)와 ｢주역참동계석의(周易參同契釋疑)｣(3편)를 합본(合本)하여 간행한 것을 저본(底本)으로 하여 1441년(세종 23)년에 초주갑인자(初鑄甲寅字)로 인출(印出)된 것이다.
｢주역참동계｣가 초주갑인자로 간행되었다는 기록이나 실물은 지금까지 전혀 알려진 바 없어 본서는 처음으로 소개되는 유일본이며, 조선시대 초기의 도가사상(道家思想) 및 장례풍속(葬禮風俗) 등을 살펴볼 수 있는 중요한 자료라는 점에서 학술적‧문화재적 가치가 매우 높은 귀중본이다.

## 참고 자료
- 주역참동계 - 국가유산청 국가유산포털